# پئوریا (ایلینوی)
پئوریا، ایلینوی (به انگلیسی: Peoria, Illinois) یک شهر در ایالات متحده آمریکا با جمعیت ۱۱۹٬۶۹۸ نفر است که در ایلی‌نوی واقع شده‌است.